# Procellaria
Genre
Le genre Procellaria regroupe des oiseaux marins de la famille des Procellariidae. Leurs noms normalisés utilisent tous le terme puffin.

## Liste d'espèces
D'après la classification de référence (version 14.1, 2024) de l'Union internationale des ornithologues, il y a 5 espèces du genre Procellaria (ordre phylogénique) :
- Procellaria cinerea Gmelin, JF, 1789 – Puffin gris ;
- Procellaria aequinoctialis Linnaeus, 1758 – Puffin à menton blanc ;
- Procellaria conspicillata Gould, 1844 – Puffin à lunettes ;
- Procellaria parkinsoni  Gray, GR, 1862 – Puffin de Parkinson ;
- Procellaria westlandica Falla, 1946 – Puffin du Westland.